# Tricentra irregularis
Tricentra irregularis är en fjärilsart som beskrevs av Louis Beethoven Prout 1936. Tricentra irregularis ingår i släktet Tricentra och familjen mätare. Inga underarter finns listade i Catalogue of Life.